# David Rocastle
David Rocastle (2. května 1967 Lewisham – 31. března 2001, Slough) byl anglický fotbalista, záložník.

## Fotbalová kariéra
V nejvyšší anglické soutěži hrál za Arsenal FC, Leeds United FC, Manchester City FC a Chelsea FC. Nastoupil ve 303 utkáních a dal 27 gólů. V roce letech 1989 a 1991 získal s Arsenalem anglický titul a v roce 1987 Anglický pohár. V nižších anglických soutěžích hostoval z Chelsea v týmech Norwich City FC a Hull City AFC. V zahraničí působil v Malajsii v týmu Sabah FA. V Lize mistrů UEFA nastoupil v 7 utkáních a v Poháru vítězů pohárů nastoupil v 8 utkáních a dal 1 gól. Za reprezentaci Anglie nastoupil v letech 1988–1992 ve 14 utkáních, za anglickou reprezentaci do 21 let nastoupil v letech 1986–1988 ve 14 utkáních a dal 2 góly.

## Ligová bilance
| Ročník                                 | Zápasy | Góly | Klub               |
| -------------------------------------- | ------ | ---- | ------------------ |
| Football League First Division 1985/86 | 26     | 1    | Arsenal FC         |
| Football League First Division 1986/87 | 36     | 2    | Arsenal FC         |
| Football League First Division 1987/88 | 40     | 6    | Arsenal FC         |
| Football League First Division 1988/89 | 38     | 6    | Arsenal FC         |
| Football League First Division 1989/90 | 33     | 2    | Arsenal FC         |
| Football League First Division 1990/91 | 16     | 2    | Arsenal FC         |
| Football League First Division 1991/92 | 39     | 4    | Arsenal FC         |
| Premier League 1992/93                 | 18     | 1    | Leeds United FC    |
| Premier League 1993/94                 | 7      | 1    | Leeds United FC    |
| Premier League 1993/94                 | 21     | 2    | Manchester City FC |
| Premier League 1994/95                 | 28     | 0    | Chelsea FC         |
| Premier League 1995/96                 | 1      | 0    | Chelsea FC         |
| 2. liga 1996/97                        | 11     | 0    | Norwich City FC    |
| 4. liga 1997/98                        | 11     | 0    | Hull City AFC      |
| CELKEM 1. liga                         | 303    | 27   |                    |